# Fritissa
Fritissa  (in arabo افريطيسة‎?) è un centro abitato e comune rurale del Marocco situato nella provincia di Boulemane, regione di Fès-Meknès. Conta una popolazione di 29 460 abitanti (censimento 2014).